# Акрити
Акрити (грч. ἀκρίται) је назив који се користио у Византијском царству од 9. до 11. века за означавање војних јединица у источном делу царства, које су се суочавале са муслиманским агресорима на Блиском истоку. Њихови подвизи, су били слављени, и послужили су Византинцима као инспирација за стварање”националног епа” о Акриту Дигенесу и циклусу песама о Акритима.
Термин је изведен од грчке речи Акрон / Акра (грч. ἄκρα), што значи границе; слично граничарима, лимитанци, су били запослени у касноримским и рано византијским војскама како би чували границе (лимес). У византијској службеној употреби, термин је нетехнички, описни и користе се на такав начин, да се примењује генерално за браниоце као и становнике источних пограничних области, укључујући и њихове муслиманске сараднике. Популарности Акрита у народу умногоме је створена кроз њихово спомињање у Акритским песмама, а које су се односиле на војне снаге размештене дуж источних граничних линија царства. У стварности, византијски војници стационирани дуж граница царства били су мешавина професионалних војника и локалне тематске милиције, као и нерегуларне јединице које су сачињавале Акрите или Апелате како је исправније рећи.
Они су регрутовали лаку пешадију која се сатојала од Јермена, Бугара и из редова домаћег византијског становништва. До краја 10. века, поновно освајање многих територија на истоку довело је до каснијих честих етнички и верских мешања, ту чињеницу одсликава легендарни Дигенис Акритас: дигенес "значи" за две трке ", односно" Роман "(византијски / грчке) и " Сарацен ". Апелатаи, чија је улога и тактике су описани у делу Нићифора II Фоке "De velitatione bellica", деловали су као пљачкаши, извиђачи (обавештајци) и граничари у вишегодишњем пограничном рату између Византије и њених источних суседа, који су се одликовали сталним сукобима и нападима. Поред лаке пјешадије, граничне снаге су допуњене лаком коњицом која се називала трапезити или тасинариои. У случају великог арапског упада (разиа), требало је да подигну узбуну, помогну у евакуацији локалног становништва у различита утврђења (упоришта), како би се заклонили и из заклона пружали отпор сталим упадима непријатељске силе док појачање не стигне.
Многи од Акрита били су чланови одвојене јерменске цркве и већина њих је пружала заштиту одметнутим јеретицима. Често су вршили жестоке упаде на непријатељску територију налик на разбојнике (хајдуке) — па су зато били познати и под називом косариои, од бугарске речи за лопове, на Балкану, и у епу о Дигенесу они су описани као војска која пустоши непријатељске територије. Било да су ови људи добијали војна имања као и војници из других тема, од којих су живели или ренте од малих газдинстава, и даље је предмет распрве. Међутим, њихови заповедници били су издвојени од остатка локалне аристократије.
До опадања значаја Акрита дошло је крајем 10. века, као последица византијских освајања која су померила границу напред ка истоку, што је довело до радикалних промена у организовању одбрамбених снага, у виду мањих тематских јединица груписаних у пет великих регионалних команди којима је управљао дукс (војвода) уз значајно присуство професионалних јединица (тагмата). Током прве половине 11. века, Византинци су се суочавали са незнатном војном опасношћу на истоку, па су заварани тиме дозволили да им опдну војна снага и квалитет јединица на истоку. Као резултат тога, касније нису били у стању да муњевито напредовање Турака Селџука кроз Мелу Азију.
Организација, у облику снага које су биле сачињене од локалног становништва које је добијало земљу и пореске олакшице, поново је установљена за време владавине цара Манојла I Комнина (1143–1180), када је на овај начин организовао теме у поново ослобођеним западним деловима Мале Азије. Њена ефикасност још једном се показала и за време Никејског царства, посебно у долини Меандер, нарочито против сталних упада турских номада. Њихова тесна повезаност са династијом Ласкарис довела је до подизања устанка против узурпатора престола Михајла VIII Палеолога 1262. године. Након што је побуна угушена, Акрити су тада утопљени у редовну војску, а њихове повластице и привилегије су укинуте. Као резултат тога, за мање од једне генерације они су практично престали да постоје, чиме је у потпуности био отворен пут за губитак свих византијских поседа у Малој Азији током прве половине 14. века.